# 마쿠노우치 잇포
마쿠노우치 잇뽀(幕之内 一歩)는 《더 파이팅》에 등장하는 주인공으로, 투니버스 더빙판 이름은 '전일보'.

## 담당 성우
키야스 코헤이 / 김장

## 소개
본 작의 주인공으로, 친구들한테 괴롭힘(이지메) 당하는 도중 타카무라 마모루가 구해준 계기로 타카무라 마모루에게 권투를 배우게 된다. 카모가와 짐에 온 후로 미야타 이치로와 경기를 했으나, 처음에는 한 대도 못 맞추고 패배한다. 패배 후 3개월 동안 카모가와 짐의 관장 카모가와 겐지의 지도를 받으며, 훈련을 하게 된다. 3개월 후 다시 미야타 이치로와 재 경기를 하자 첫 승리를 하게 된다.